# London-Marathon 1993
| 13. London-Marathon    | 13. London-Marathon            |
| ---------------------- | ------------------------------ |
| Stadt                  | London, Vereinigtes Königreich |
| Datum                  | 18. April 1993                 |
| Distanz                | 42,195 Kilometer               |
| Sieger                 |                                |
| Männer                 | Eamonn Martin (2:10:50 h)      |
| Frauen                 | Katrin Dörre (2:27:09 h)       |
| ← London-Marathon 1992 | London-Marathon 1994 →         |
| Website                | Offizielle Website             |

Der London-Marathon 1993 (offiziell: Nutrasweet London Marathon 1993) war die 13. Ausgabe der jährlich stattfindenden Laufveranstaltung in London, Vereinigtes Königreich. Der Marathon fand am 18. April 1993 statt.
Bei den Männern gewann Eamonn Martin in 2:10:50 h, bei den Frauen Katrin Dörre in 2:27:09 h.

## Ergebnisse
Männer
| Platz | Athlet            | Land                   | Zeit (h) |
| ----- | ----------------- | ---------------------- | -------- |
| 01    | Eamonn Martin     | Vereinigtes Königreich | 2:10:50  |
| 02    | Isidro Rico       | Mexiko                 | 2:10:53  |
| 03    | Grzegorz Gajdus   | Polen                  | 2:11:07  |
| 04    | Salvatore Bettiol | Italien                | 2:11:55  |
| 05    | Frank Bjørkli     | Norwegen               | 2:12:23  |
| 06    | David Buzza       | Vereinigtes Königreich | 2:12:24  |
| 07    | Seung-Do Baek     | Südkorea               | 2:12:34  |
| 08    | Ahmed Salah       | Dschibuti              | 2:12:40  |
| 09    | Juan Ramon Torres | Spanien                | 2:13:44  |
| 10    | Stephen Brace     | Vereinigtes Königreich | 2:14:00  |

Frauen
| Platz | Athletin         | Land                   | Zeit (h) |
| ----- | ---------------- | ---------------------- | -------- |
| 01    | Katrin Dörre     | Deutschland            | 2:27:09  |
| 02    | Lisa Ondieki     | Australien             | 2:27:27  |
| 03    | Liz McColgan     | Vereinigtes Königreich | 2:29:37  |
| 04    | Renata Kokowska  | Polen                  | 2:32:30  |
| 05    | Lorraine Moller  | Neuseeland             | 2:32:56  |
| 06    | Anna Rybicka     | Polen                  | 2:34:21  |
| 07    | Ritva Lemettinen | Finnland               | 2:34:44  |
| 08    | Alina Iwanowa    | Russland               | 2:37:21  |
| 09    | Galina Zhulyeva  | Ukraine                | 2:41:50  |
| 10    | Gillian Horovitz | Vereinigtes Königreich | 2:42:14  |